# James G. Lennox
James G. Lennox (nascido em 11 de janeiro de 1948) é um professor emérito do Departamento de História e Filosofia da Ciência da Universidade de Pittsburgh, Estados Unidos, com nomeações secundárias nos departamentos de Clássicos e Filosofia. Ele é um líder no estudo da ciência aristotélica à luz de seu trabalho pioneiro na biologia e na filosofia da biologia de Aristóteles. Em particular, o trabalho de Lennox na década de 1980 catalisou um interesse renovado na biologia de Aristóteles, argumentando que suas obras históricas naturais são consistentes e até demonstrativas da metodologia científica que ele expõe em Analíticos Posteriores. O trabalho de Lennox sobre teleologia na história da biologia, particularmente no pensamento de Charles Darwin, também foi influente.
Canadense de nascimento, Lennox é membro fundador da Ayn Rand Society, afiliada à American Philosophical Association e foi de seu comitê de direção. Ele também atuou como diretor do Centro de Filosofia da Ciência da Universidade de Pittsburgh, presidente do comitê de programa da Sociedade Internacional para a História da Filosofia da Ciência e atuou no conselho editorial do History of Philosophy Quarterly e Filosofia da Ciência, entre outras revistas. As bolsas incluem uma bolsa sênior no Istituto di Studi Avanzati em Bolonha e uma bolsa visitante na Universidade de Cambridge, onde é membro vitalício de Clare Hall. Ele também recebeu o prêmio Biggs Resident Scholar em 2010 e foi o Dyason Lecturer na University of Brisbane em 2009, e recebeu bolsas do NEH e do NSF. Anteriormente, ele atuou como diretor do Centro de Filosofia da Ciência de 1997-2005.
Suas áreas de pesquisa incluem filosofia, ciência e medicina da Grécia Antiga, e Charles Darwin. Ele está trabalhando em um manuscrito do tamanho de um livro sobre o relato normativo de Aristóteles sobre a investigação científica.